# Risäter

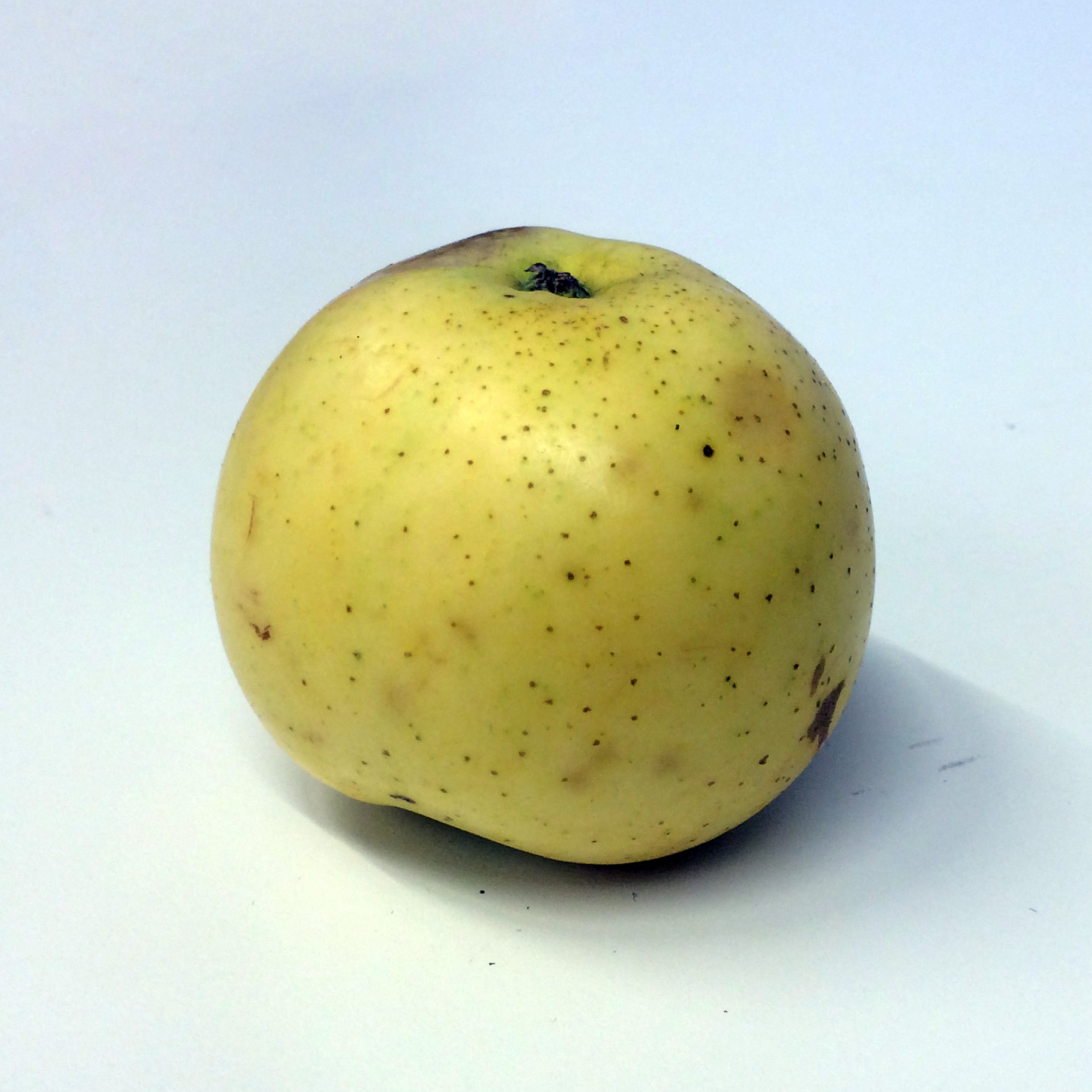
Ett äpple av sorten Risäter, fotograferat i samband med Nordiska museets äppelfestival i september 2014.

Risäter är en äppelsort som har sitt ursprung i Sverige. Äpplet plockas i slutet av september, eller vid oktobers början. Äpplets skal är gulgrönt och köttet som är gulvitt har sötsyrlig smak. Risäter passar bra som ätäpple och i köket, till exempel till drycker, såsom cider, äppelmust och liknande. Äpplet är även något som många äppelallergiker kan äta. Blomningen på detta äpple är relativt tidig, och äpplet pollineras av bland andra Suislepper, Sävstaholm och Transparente Blanche. I Sverige odlas Risäter gynnsammast i zon II–VI.